# Szymon Białowiejski
Szymon Białowiejski (ur. ok. 1773, zm. w 1808 w Salzgitter w Westfalii w Niemczech) – polski oficer, pułkownik, członek loży wolnomularskiej L'Union we Włoszech.
Brał udział w wojnie polsko-rosyjskiej w 1792 roku w stopniu porucznika, od 1794 kapitan, potem uczestniczył w insurekcji kościuszkowskiej, podczas której został mianowany majorem. Od 26 października 1795 roku ochotnik armii francuskiej, uczestnik nieudanej wyprawy irlandzkiej (grudzień 1796). Następnie wstąpił do Legionów Polskich we Włoszech (kwiecień 1797), organizując kilkuset innych ochotników. Został szefem batalionu (24 lipca 1797), wziął udział w zajęciu Rzymu (w maju 1798), a także w kampanii neapolitańskiej (m.in. bitwa pod Gaetą).
W roku 1799 brał udział w bitwach nad Trebbią (bitwa nad Trebbią, 17-19 czerwca 1799) i Bosco. Intrygował przeciwko generałowi Dąbrowskiemu, ponieważ miał ambicje, by zostać szefem brygady. Wyróżnił się podczas kampanii 1800-1801 przy oblężeniu Peschiery oraz blokady Mantui. Następnie wysłano go na Elbę, tam w maju 1801 r. wziął udział w oblężeniu twierdzy Portoferraio.
W latach 1803–1804 był żołnierzem w różnych państewkach włoskich. W 1807 uczestniczył w organizowaniu armii polskiej, 19 stycznia został majorem wojska polskiego. 1 lipca 1807 r. otrzymał stopień pułkownika i został dowódcą 2 pułku piechoty Legii Nadwiślańskiej